# Järnhälen
Järnhälen (engelsk originaltitel: The Iron Heel) är en dystopisk roman från 1908 av amerikanen Jack London. Den anses ofta som "den första moderna dystopiska romanen". Jack Londons socialistiska åsikter märks tydligt i romanens handling. Första svenska upplagan utkom 1912, i översättning av Mathilda Drangel.
I en dystopisk tillvaro styrs USA av en tyrannisk, fascismliknande oligarki. Den amerikanska arbetarklassen är kuvad av de superrika oligarkerna. Handlingen skildras ur en arbetarkvinnas förstapersonsperspektiv. För det mesta utspelas händelserna i San Francisco Bay Area, till exempel i San Francisco och i Sonoma County.
Romanen skrevs av Jack London 1907. Den skildrar åren 1900–1908, 1908–1912, 1913, 1914–1942 och 1984–2632.